# Patrick Gervaise
Patrick Gervaise est un écrivain français spécialisé dans les livres-jeux, ayant publié dans la collection Histoires à jouer.

## Sources et références
1. ↑  bechard stephane, « la main rouge », sur planete-ldvelh.com (consulté le 16 juillet 2017)
2. ↑  GERVAISE, PATRICK, « Les "passages" a levallois-perret, quartier populaire, quartier de la "zone" (1826-1972) », http://www.theses.fr/,‎ 1er janvier 1987 (lire en ligne, consulté le 16 juillet 2017)